# 1639 Bower
1639 Bower (1951 RB) là một tiểu hành tinh vành đai chính được phát hiện ngày 12 tháng 9 năm 1951 bởi Sylvain Julien Victor Arend ở Uccle.